# Jeff Gordon
Jeffery Michael Gordon, más conocido como Jeff Gordon, (Vallejo, California, Estados Unidos, 4 de agosto de 1971) es un expiloto estadounidense de automovilismo de velocidad. Desde 1992 hasta 2015 compitió con un Chevrolet número 24 del equipo Hendrick Motorsports en la NASCAR Cup Series, el principal certamen de stock cars de los Estados Unidos. Es reconocido por ser el piloto más ganador de la era moderna de la competición, con 93 victorias, y también por coronarse cuatro veces campeón de la categoría en 1995, 1997, 1998 y 2001, además de ser subcampeón en 1996 y 2007 y tercero en 2004, 2009 y 2015. Gracias a su éxito tras el volante, Gordon acumula a día de hoy una fortuna cercana a los 500 millones de dólares, según Forbes.
Es considerado uno de los mejores automovilistas americanos de la historia y fue incluido en el Salón de la Fama de NASCAR en el año 2019. Desde 2006 se encuentra casado con la modelo belga Ingrid Vandebosch y tiene dos hijos, Ella Sofia y Leo Gordon.
A noviembre de 2016, Gordon ha obtenido 93 victorias en la Copa NASCAR, además de 325 top-5, 477 top-10 y 81 pole positions, todos ellos récords de la era moderna (1972-presente). Entre otros de sus récords se encuentran ser el piloto con más victorias en circuitos mixtos (9), con más victorias en carreras bajo uso de placa restrictiva (12), con más triunfos en una misma temporada de la era moderna (13, en 1998), con más top-5 en una misma temporada de la era moderna (26, en 1998), con más top-10 en una misma temporada de la era moderna (30, en 2007), con más apariciones en la Carrera de las Estrellas (22), con más carreras terminadas en la vuelta del líder (588), con más temporadas de al menos 10 victorias en la era moderna (3 temporadas en 1996, 1997 y 1998), con más años seguidos consiguiendo al menos una pole position (23), con más triunfos seguidos en la era moderna (4) y con la racha más larga de carreras consecutivas, ya que Jeff clasificó a 797 carreras seguidas entre 1992 y 2015 (23 años sin perderse un evento).
De no ser por el controversial sistema de Playoffs implementado desde el año 2004 en la NASCAR, Jeff hubiera sido campeón 7 veces de manera directa con conteo total de puntos de las 36 carreras de cada temporada, sumándole los títulos de los años 2004, 2007 y 2014.
Gordon fue tres veces ganador de las 500 Millas de Daytona, seis veces de las 500 Millas Sureñas (récord), cuatro veces de las 500 Millas de Alabama (récord), cinco veces de las 400 Millas de Indianápolis (récord) y tres veces de las 600 Millas de Charlotte, todas ellas carreras clásicas. Esto lo convierte en el piloto con más victorias en carreras clásicas de la categoría.
También fue exitoso en circuitos cortos, donde ganó cinco veces en Bristol y nueve en Martinsville, y en mixtos, donde alcanzó cinco triunfos en Sears Point y cuatro en Watkins Glen. Asimismo, ganó tres veces la Carrera de las Estrellas de la NASCAR, dos veces el Shootout de Daytona y cinco Duelos de Daytona.
Su patrocinador principal durante la mayor parte de su carrera fue DuPont, fabricante de químicos y pinturas. Entre 1993 y 2000, utilizó una decoración colorida que le valió el apodo "Guerrero Arcoiris". A partir de 2001, utilizó una decoración bicolor con llamas. DuPont redujo su patrocinio a partir de 2011, aunque siguió presente en su auto durante gran parte de las temporadas junto a Pepsi y AARP. 
Gordon, junto con Rick Hendrick, son los copropietarios del Chevrolet número 48 de Jimmie Johnson, quien ganó el campeonato de la NASCAR Cup Series siete veces, cinco de ellas de forma consecutivas entre 2006 y 2010.
Además de su actividad en la Copa NASCAR, Gordon fue invitado a disputar la International Race of Champions, donde corrió las cuatro fechas del campeonato desde 1995 hasta 2000, aunque logrando una sola victoria y sin obtener ningún campeonato ni subcampeonato; finalizó tercero en 1998, cuarto en 1995 y quinto en 1999. Además, obtuvo un triunfo en las 24 Horas de Daytona de 2017 y el tercer puesto en 2007.
También compitió en varias ediciones de la Carrera de Campeones. Alcanzó cuartos de final individual en 2001, y ganó la Copa de las Naciones en 2002 junto a Jimmie Johnson y Colin Edwards, enfrentándose ante pilotos como Fernando Alonso y Sébastien Loeb. En 2005, perdió en cuartos de final individual de la llave de pisteros, y quedó eliminado en cuartos de final de la prueba por equipos.
Después de su retiro como piloto a tiempo completo, en 2016 fue contratado como periodista y comentarista de las transimisiones de la Copa NASCAR para la cadena de televisión Fox.
Actúa como Jeff Corvette en las películas de Cars 2 y  Cars 3 y como el mismo en Herbie: Fully Loaded y Looney Tunes: Back in Action.

## Carrera profesional

### Inicios en automovilismo
Gordon se crio en Pittsboro, Indiana. Comenzó a correr a los cinco años corriendo en Quarter Midgets. De hecho, el Roy Hayer Memorial Race Track (antes el CrackerJack Track) en Rio Linda, California es la primera pista donde Gordon corrió. Apoyando su elección profesional, la familia de Gordon se mudó de Vallejo, California a Pittsboro, Indiana, donde habría más oportunidades para los pilotos jóvenes. Antes de los 18 años, Gordon ya había ganado tres carreras de pista corta y fue galardonado como Novato del Año en el campeonato nacional de midgets del USAC en 1989. El siguiente año Gordon ganó el título USAC Midget. En 1991, Gordon ascendió a la USAC Silver Crown y a la edad de 20 se convirtió en piloto más joven en ganar el título.
Luego, Gordon tuvo dos años sensacionales en la Busch Series en 1991 y 1992 manejando para Bill Davis Racing (con quien estableció el récord de 11 poles en una temporada) y con Ray Evernham como su Jefe de mecánicos. Sus patrocinadores fueron Carolina Ford Dealers en 1991 y Baby Ruth en 1992. Coincidentemente, la primera carrera de Gordon en la NASCAR Cup Series, la Hooters 500 de 1992 en Atlanta Motor Speedway, fue también la última de Richard Petty. Finalizó en la posición 31.ª, estrellándose después de 164 vueltas.

### Copa NASCAR

#### Primeros años
En 1993, Gordon corrió su primera temporada completa en la NASCAR Cup Series con Hendrick Motorsports, en la que ganó una de las carreras clasificatorias para las 500 Millas de Daytona, además del título de Novato del Año; y terminó en la 14.ª posición en el campeonato. Ray Evernham fue el primer jefe de mecánicos de Jeff Gordon. El éxito de Gordon en el deporte abrió las puertas a los conductores más jóvenes de competir en NASCAR. Sin embargo, durante la temporada 1993, muchos ponían en duda la capacidad de Jeff de competir a ese nivel a tan temprana edad a causa de su tendencia a empujar los coches demasiado duro y dañarlos.

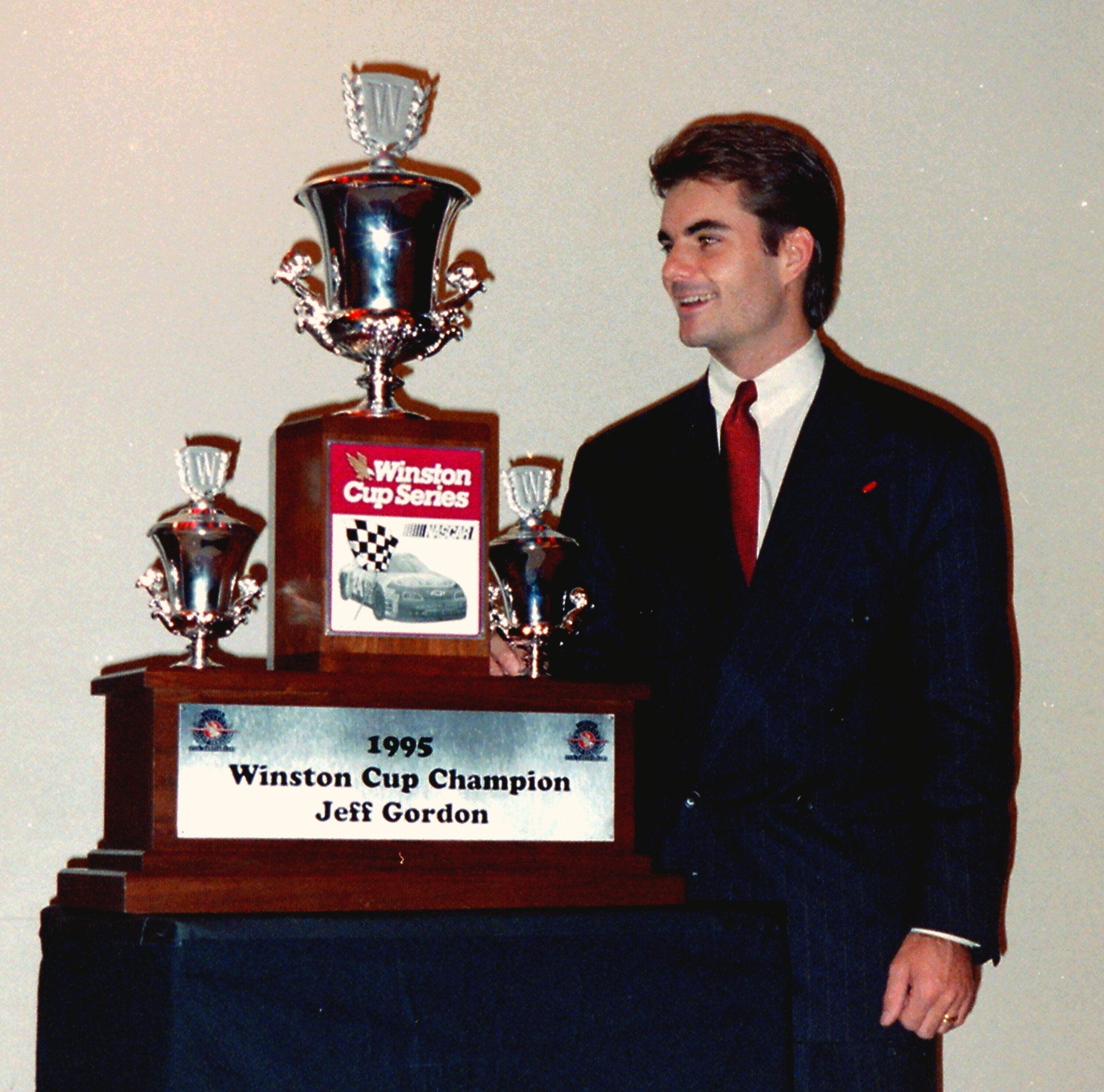
Gordon, al lado de su trofeo del campeonato de 1995.

En 1994, Gordon obtuvo su primera victoria en la división mayor de NASCAR en Charlotte Motor Speedway en la Coca Cola 600, siendo esta carrera la más larga y exigente del calendario. Además, Gordon logró su primera victoria en el famoso Indianapolis Motor Speedway, en la carrera inaugural para la NASCAR denominada las 400 Millas de Brickyard, pasando a Ernie Irvan quien a poco del final de la carrera se le corta un neumático. Jeff terminó octavo en la clasificación final de la Cup Series para la temporada 1994, donde Dale Earnhardt logró el campeonato por segundo año consecutivo, completando siete copas e igualando la marca de Petty.
En el año 1995 vio a Jeff Gordon ganar su primera Copa NASCAR junto al equipo Hendrick Motorsports. Le ganó la batalla 7 veces y derrotó al campeón, Dale Earnhardt en la última carrera de la temporada. Muchos especialistas vieron este hecho como un simbólico paso de la antorcha, al Gordon lograr su primer campeonato al año después de que Earnhardt ganó su séptima y último campeonato. En su momento, Earnhardt había ganado su primer campeonato en 1980, un año después de que Richard Petty ganó su séptima y último campeonato. 

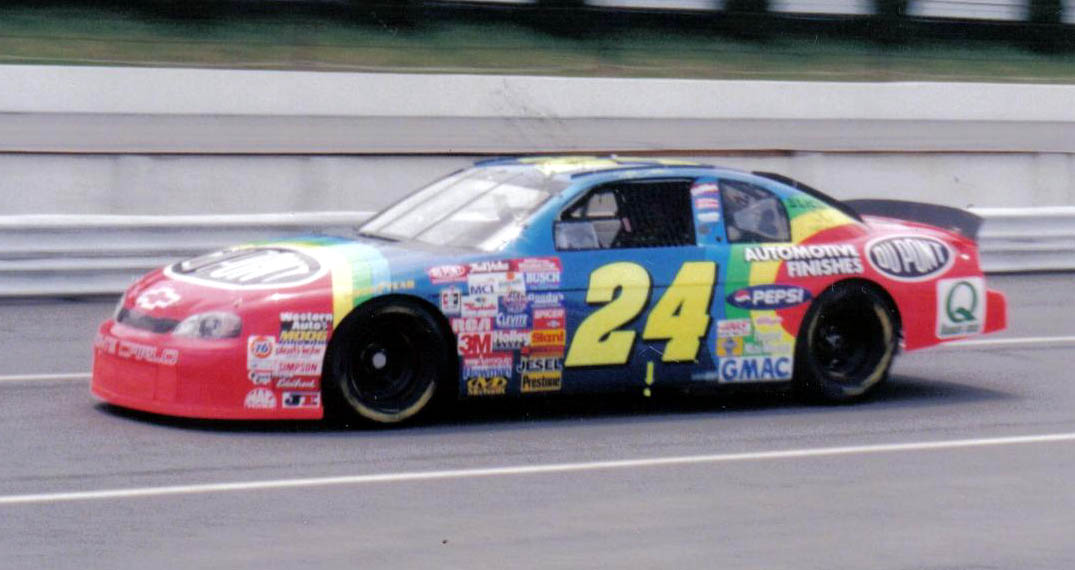
Jeff Gordon, en Pocono 1997.

En la temporada 1996, Gordon tuvo un inicio malo pero se recuperó para terminar ganando diez carreras. Sin embargo, terminó 2º en el campeonato detrás su compañero de equipo Terry Labonte. Ambos integrantes del equipo Hendrick Motorsports.
Jeff Gordon ganó sus primeras 500 Millas de Daytona en 1997. Después también ganó la Coca-Cola 600 en Charlotte ese mismo año, Gordon tenía la oportunidad de convertirse en el primer hombre desde que Bill Elliott en 1985 ganara el Millón Winston, ganador de tres de los cuatro eventos "grand slam" de la temporada de NASCAR. Gordon completó la hazaña al superar a Jeff Burton en las vueltas finales de las 500 Millas Sureñas de Darlington. Aunque Elliott no ganó la copa en 1985, Jeff Gordon logró su segunda copa en 1997, completando una de las más impresionantes actuaciones en una temporada en la historia de la NASCAR.

#### 1998- 2003
Gordon en 1998 defendió con éxito sus victorias en las 600 Millas de Charlotte y en las 500 Millas Sureñas de Darlington de la temporada anterior, ganando cuatro en forma consecutivas en Darlington lo que significaba un récord en la categoría. Jeff Gordon también ganó sus segundas 400 Millas de Brickyard en Indianápolis, la segunda carrera del calendario más prestigiosa detrás de las 500 Millas de Daytona. Gordon terminó la temporada 1998 con una victoria en el cierre de la temporada en Atlanta, la que fue su 13.ª victoria de la campaña. Jeff afirmó de esa forma su tercera Copa NASCAR y empató el récord de 13 victorias en una sola temporada que ostentaba Richard Petty en la era moderna de NASCAR. 
Por quinta temporada consecutiva, Jeff Gordon ganó más carreras que cualquier otro piloto con siete, incluida su segunda victoria en las 500 Millas de Daytona de 1999, pero la inconsistencia del equipo nº 24 lo relego al puesto 6º en la clasificación del campeonato. 
Muchas personas pusieron en tela de juicio la capacidad de Gordon para ganar campeonatos sin su Jefe de Mecánicos, Ray Evernham, especialmente después de que Gordon terminó en la tabla de puntuación 9º en la temporada 2000, ganando tan solo tres carreras. Gordon responde a esos desafíos en 2001 al ganar 6 carreras y así rumbo a su cuarto campeonato de la Copa NASCAR. Jeff Gordon se convirtió en el tercer conductor en ganar cuatro campeonatos de la Copa NASCAR en la historia, detrás de Richard Petty y Dale Earnhardt que están igualados en siete campeonatos cada uno. (Además de Jimmie Johnson, pero el logro su tercer campeonato en 2008, quedando en cuarta posición)
En 2002, y en 2003, terminó cuarto en ambas temporadas, cosechando en esos años seis victorias.

#### 2004- 2007
En 2004, logró 5 victorias (destacándose otra victoria en la Brickyard 400) 25 top 10, y terminó 3º en la tabla de puntos en la Copa NASCAR de 2004 detrás de Kurt Busch y su compañero de equipo Jimmie Johnson, a pesar de que logró la mayor cantidad de puntos total durante toda la temporada. Ello se debió al formato de competición estrenado en 2004.

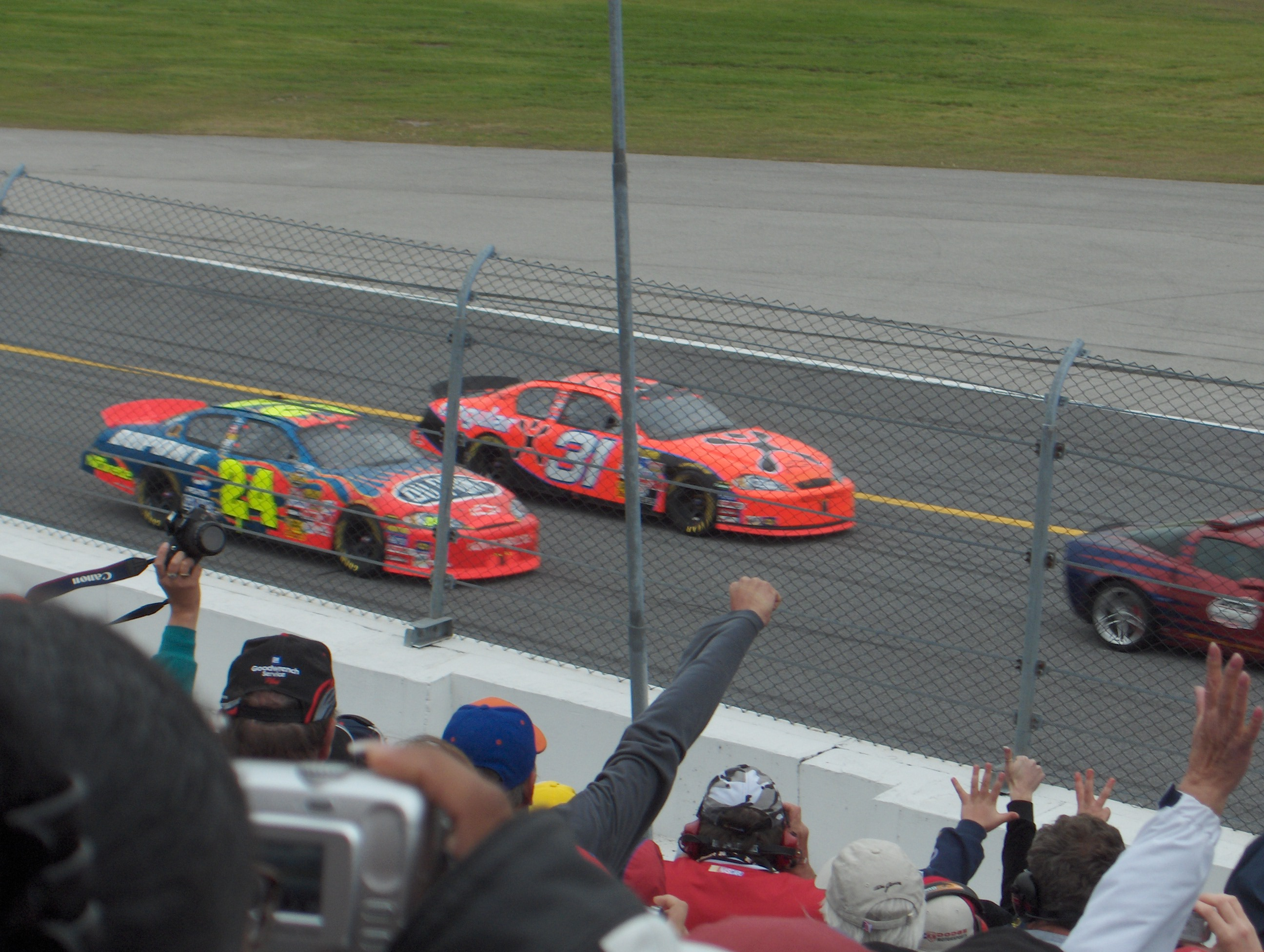
Gordon, junto a Jeff Burton en las 500 millas de Daytona en 2006.

Jeff Gordon comenzó la temporada 2005 con una victoria en las 500 Millas de Daytona, en la carrera más importante del calendario, pero luego la inconsistencia durante toda la temporada le depara un mal resultado final. Aunque a finales de la temporada y en particular por su llegada dentro del top 10 en Indy y Bristol, lo colocó con grandes condiciones de calificar para la Caza por la Copa NASCAR, pero en la última carrera antes del corte en Richmond, Gordon golpeó contra la pared y por ello no logró calificar para la Caza por la Copa. Con 4 victorias, terminó en el puesto 11º en la Copa, siendo la primera vez en su carrera finalizó fuera del top 10 en la clasificación final desde el año 1993. 
Jeff en 2006 ganó su novena carrera en un circuito mixto: Sears Point Raceway, siendo esta su primera victoria de la temporada y la quinta en ese sitio. El día anterior a dicha carrera anunció su compromiso con la modelo belga Ingrid Vandebosch. Gordon logró entrar en el Caza por la Copa NASCAR de 2006, con los desarrollos implementados a partir de 2005 para los óvalos intermedios. Su consistencia en la última porción de 2006 le hizo competitivo semana a semana pero no alcanzando para llegar al campeonato, culminando finalmente en 6º lugar en la clasificación de la Copa NASCAR. 
En 2007, Gordon tuvo un registro impresionante de resultados, 6 victorias y 30 top 10 en 36 carreras. Sin embargo, su compañero de equipo Jimmie Johnson no fue tan regular, pero si más victorioso en el año (10 victorias), con lo que este se consagró campeón, y Jeff Gordon se debió conformarse con el subcampeonato.

#### 2008-2015
Gordon terminó séptimo en la Caza de la Copa Sprint en 2008, aunque no ganó ninguna carrera por primera vez desde 1993. El año siguiente, logró ganar una carrera, pero con sus 25 top 10, terminó tercero en el campeonato detrás de sus compañeros de equipo Johnson, y Mark Martin. En 2010, terminó noveno en el campeonato, y sin ganar de nuevo, y es la tercera vez en su carrera que no logra una victorias en una temporada en la Copa (también en 1993 y 2008). 
En 2011, con 3 victorias logró meterse en el Chase, pero malos resultados en esa etapa, lo relegaron al octavo puesto en la clasificación; en ese año, llegó a las 85 victorias en Copa NASCAR, poniendo tercero en la lista de pilotos con más victorias en la Copa de todos los tiempos, detrás de Richard Petty y David Pearson.  La temporada siguiente, Gordon se ve obstaculizada por la mala suerte durante la mayor parte de la temporada regular. Sin embargo, una victoria en Pocono y un segundo puesto en Richmond, entre otros resultados, hicieron Gordon entrara a la Caza. En el cierre de temporada, logró su primera victoria en el Homestead-Miami Speedway. Con 2 victorias, y 18 top 10 logró terminar décimo en el campeonato.
En 2013, Gordon consiguió una victoria, 8 top 5 y 17 top 10 para culminar sexto en el campeonato. En 2014, logró tres victorias en la temporada regular y una en la primera ronda de la Caza por la Copa NASCAR. En la tercera ronda logró dos segundos puestos pero tuvo un toque en Texas y llegó retrasado, por lo que no clasificó a la ronda final; finalmente concluyó sexto en el campeonato.
Gordon anunció a comienzo del 2015, que esa es la última temporada a tiempo completo de la Copa NASCAR. Después de lograr 13 top 10, logró llegar a la Caza por la Copa. En las primeras tres fases de la Caza logró siete top 10, incluido una victoria en Martinsville, lo que lo aseguró un lugar en la carrera final por el campeonato en Homestead. En esa carrera finalizó sexto, de modo que concluyó tercero en la tabla de pilotos por detrás de Kyle Busch y Kevin Harvick

#### 2016
En 2016, participó en 8 carreras por la Copa NASCAR, en reemplazo de Dale Earnhardt Jr. en el Chevrolet SS número 88, logrando dos top 10.

## Otras competencias
Jeff Gordon también ha participado en algunos eventos fuera de NASCAR. En el año 2002, en la Carrera de Campeones, Jeff ganó la final de las Naciones con el equipo de Estados Unidos, junto a Jimmie Johnson y Colin Edwards derrotando al equipo de Italia con Marco Melandri, Renato Travaglia y Fabrizio Giovanardi. Posteriormente fue programado para producirse una nueva participación en 2004 de la Carrera de Campeones contra el campeón de Fórmula 1 Michael Schumacher pero fue dejada de lado por una fuerte gripe que Jeff tenía, Casey Mears tomó su lugar. En 2005, Gordon compitió de nuevo en la Carrera de Campeones, esta vez celebrada en París, Francia, donde se asoció con el famoso piloto de motocross y ganador de ese año de los X Games, Travis Pastrana.
En 2007, Gordon compitió en las 24 Horas de Daytona con un Riley Pontiac de Wayne Taylor Racing. Sus compañeros de equipo fueron: Max Angelelli, Jan Magnussen y Wayne Taylor. El equipo finalizó con un tercer puesto, a dos vueltas detrás del equipo ganador de Juan Pablo Montoya, Scott Pruett y Salvador Durán. En 2017 triunfó en las 24 Horas de Daytona con un Dallara Cadillac DPi-V.R de Wayne Taylor Racing, junto a Ricky Taylor, Jordan Taylor y Angelelli.

## Vida privada
Los padres de Jeff Gordon son Carol Ann Bickford (Houston) y William Grinnell Gordon de Vacaville, California. Tiene una hermana mayor, Kim Gordon. 

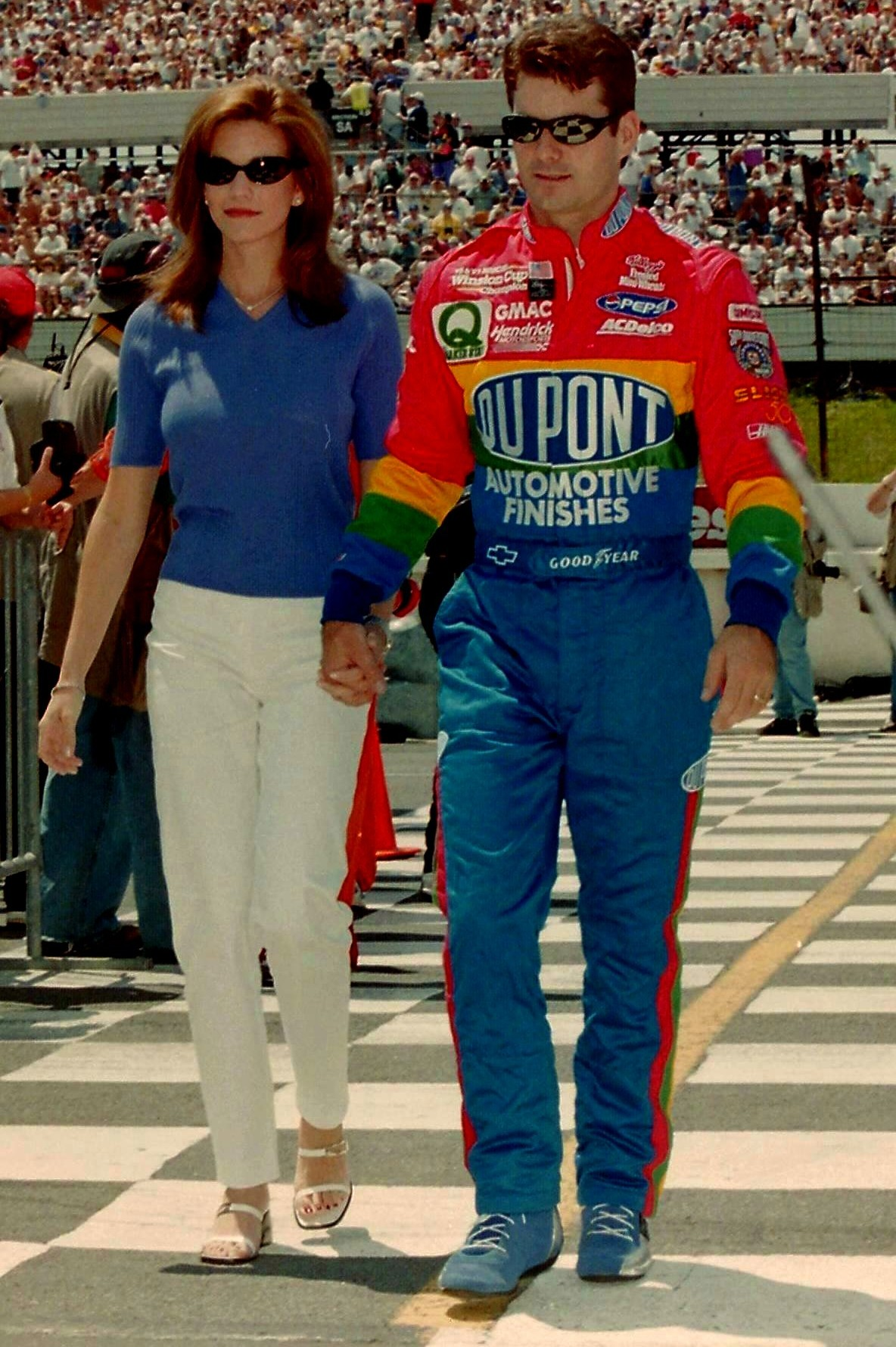
Gordon junto con su primera esposa Brooke.

Jeff Gordon contrajo matrimonio con Brooke Sealey después de que él ganara una carrera de la Busch Series. Sealey era una estudiante universitaria y había estado presente como "Miss Winston" en el victory lane en 1992. La pareja comenzó su relación en secreto, debido a una regla en la que no permitía a los pilotos salir con chicas Miss Winston, y se casaron en 1994. En 2003, Sealey se divorció de Jeff luego de que el mantuviera una relación secreta con Deanna Merryman, modelo de Playboy, convirtiéndose mencionado divorcio en una gran pérdida para él en lo económico. En documentos judiciales, ella solicitaba "uso exclusivo del hogar frente al mar, por un valor de 9 millones de dólares, como así también la pensión alimenticia, dos automóviles y el uso periódico de sus barcos y un avión." Esto le costaría 15 de los 200 millones de dólares ganados a lo largo de su carrera automovilística.
A Jeff le fue presentada Ingrid Vandebosch por intermedio de un amigo mutuo en el año 2002, pero no comenzaron a salir hasta el año 2004. Jeff anunció su compromiso el 24 de junio de 2006, en un evento en Meadowood Resort en Santa Elena, California. Según Gordon, que había mantenido en secreto la participación de los últimos 30 días. Gordon y Vandebosch se casaron en una pequeña ceremonia privada en México el 7 de noviembre de 2006. El 20 de junio de 2007, durante transcurría el campeonato por la Copa Nextel, Vandebosch dio a luz a su primer hijo, Ella Sofía Gordon en la ciudad de Nueva York, luego, en agosto de 2010, nació su segundo hijo Leo Benjamin Gordon. 
En 1999, Jeff Gordon estableció la Fundación Jeff Gordon (Jeff Gordon Foundation) para ayudar a apoyar a los niños que se enfrentan riesgos en su vida y las enfermedades crónicas. En 2007, Jeff Gordon, junto con Andre Agassi, Muhammad Ali, Lance Armstrong, Warrick Dunn, Mia Hamm, Tony Hawk, Andrea Jaeger, Jackie Joyner-Kersee, Mario Lemieux, Alonzo Mourning, y Cal Ripken Jr. fundada Atletas de la Esperanza (Athletes for Hope) una organización de caridad, lo que ayuda a atletas profesionales a participar en causas benéficas e inspira a millones de no-atletas a ser voluntarios y apoyar la comunidad.